# 페데리카 빈첸티
페데리카 빈첸티(Federica Vincenti, 1983년 11월 8일 ~ )는 이탈리아의 배우이다.